# Unidos da Ponte (Parnaíba)
O Grêmio Recreativo Escola de Samba Unidos da Ponte é um associação carnavalesca do Brasil, foi fundado em 3 de outubro de 2003. Seu símbolo é o siri sobre um pandeiro. Suas cores são o amarelo e o preto.

## Títulos
- Campeã do Carnaval de Parnaíba: 2004, 2005, 2007, 2010[1][2], 2013[3] [4] e 2014[5][6]